# Julien Vocance
Joseph Seguin dit Julien Vocance est un poète français né le 5 mai 1878 dans le 2e arrondissement de Lyon et mort le 29 juillet 1954 à Annonay (Ardèche). Il est notamment l'auteur de haïkaï ayant pour sujet la Première Guerre mondiale.
Il debute, en 1916, avec Cent Visions de guerre, petits poèmes pour lesquels il utilise la forme du haïkaï. Il est alors l'ami de Jean Paulhan et de Paul Eluard, qui, plus tard, dans son livre Poésie involontaire et poésie intentionnelle, citera quelqu'une de ses images. Il pousse à la perfection la formule prosodique qu'il a empruntée aux maîtres japonais Bashô et Buson, formule qui est "presque une méthode de vie" (René Maublanc), et, en 1936, publie un gros volume, Le Livre des haï-kaï. Un vers de lui résume sa poésie :
une force que l'on comprime.